# Vlak života
Vlak života (v originále Train de vie) je koprodukční hraný film z roku 1998, který režíroval Radu Mihaileanu podle vlastního scénáře. Film popisuje pokus obyvatel štetlu uniknout deportaci do vyhlazovacího tábora tím, že sami zorganizují transport. Snímek měl světovou premiéru na filmovém festivalu v Benátkách dne 5 září 1998.

## Obsazení
| Lionel Abelanski      | Šlomo               |
| Jacques Narcy         | Mordechaj           |
| Clément Harari        | rabín               |
| Michel Muller         | Josi                |
| Agathe de La Fontaine | Ester               |
| Johan Leysen          | Schmecht            |
| Bruno Abraham-Kremer  | Jankele             |
| Marie-José Natová     | Sura                |
| Gad Elmaleh           | Manzatu             |
| Serge Kribus          | Schtroul            |
| Rodica Sanda Tutuianu | Golda               |
| Sanda Toma            | matka Josiho        |
| Zwi Kanar             | Lilenfeld           |
| Răzvan Vasilescu      | cikánský plukovník  |
| Mihai Calin           | Sami                |
| Ovidiu Cuncea         | Moitl               |
| Marius Drogeanu       | Mendel              |
| Vladimir Jurascu      | Von Glück           |
| Robert Borremans      | Hauptsturmführer SS |
| Bebe Bercovici        | Joshua              |
| Luminita Gheorghiu    | Rivka               |
| Georges Siatidis      | Itzik               |
| Cornel Vulpe          | starosta            |
| George Ulmeni         | Grossman            |
| Michel Israël         | mudrc               |

## Ocenění
- Filmový festival v Benátkách: Cena FIPRESCI a Cena Anica-Flash za debutové dílo
- Festival São Paulo: Cena diváků a Cena kritiků
- Festival Chotěbuz: Cena diváků
- Sundance Film Festival: Cena diváků (ex-æquo s Lola běží o život)
- Festival Hamptons: Cena diváků
- Festival v Miami: Cena diváků
- Donatellův David: nejlepší zahraniční film
- Nastro d'Argento: Evropská stříbrná stuha
- César: nominace v kategoriích nejslibnější herec (Lionel Abelanski) a nejlepší původní scénář nebo adaptace (Radu Mihaileanu)
- Las Vegas Film Critics Society Awards: Sierra Award za nejlepší zahraniční film
- Velká cena brazilského filmu: Nejlepší cizojazyčný film